# Кудачкин, Михаил Фёдорович
Михаи́л Фёдорович Куда́чкин (2 ноября 1923, с. Горный Балыклей, Царицынская губерния — 8 октября 2010, Москва) — Герой Советского Союза, капитан, командир батальона 601-го стрелкового полка 82-й стрелковой Ярцевской Краснознамённой орденов Суворова и Кутузова дивизии. Позже был заведующим сектором Международного отдела ЦК КПСС.

## Биография
Родился 2 ноября 1923 года в семье крестьянина.
Окончил среднюю школу в 1941 году.
Призван в армию в июне 1941 года. В 1942 году окончил Урюпинское военное пехотное училище (переведённое в Нальчик). В боях Великой Отечественной войны с февраля 1942 года. Воевал на Крымском, Сталинградском, Западном, Белорусском, 1-м Белорусском, 3-м Прибалтийском, снова 1-м Белорусском фронтах. Вступил в ВКП(б)/КПСС в 1944 году. Четырежды ранен.
С весны 1943 года капитан М. Ф. Кудачкин воевал в 601-м стрелковом полку 82-й стрелковой дивизии в должности командира 1-го батальона.
Участвовал в Смоленско-Рославльской наступательной операции и освобождении городов Ярцево и Смоленск, Калинковичско-Мозырьской операции, Белорусской стратегической наступательной операции «Багратион», Прибалтийской наступательной операции и освобождении Риги, Висло-Одерской стратегической наступательной операции, Берлинской стратегической наступательной операции и штурме Берлина.
Освобождал Смоленскую область, Белоруссию, Латвию, Литву, Польшу, воевал на территории Германии.
Особо отличился в Берлинской операции. Командир батальона 601-го стрелка полка 82-й стрелковой дивизии капитан М. Ф. Кудачкин 15 апреля 1945 года умело организовал прорыв вражеской обороны на левом берегу реки Одер и к вечеру овладел населёнными пунктами Ортвиг и Нойбарним (10 километров западнее города Врицен, Германия). На одной из станций в предместьях Берлина батальон И. Ф. Кудачкина захватил 4 военных склада, освободил 22 000 советских и союзных военнопленных.
Первым в полку батальон вышел на окраину Берлина. Преодолев озеро Хафель, он ворвался в крепость Шпандау, дав возможность другим частям наступать на центр Берлина.
Указом Президиума Верховного Совета СССР от 15 мая 1946 года Кудачкину Михаилу Фёдоровичу присвоено звание Героя Советского Союза с вручением ордена Ленина и медали «Золотая Звезда» (№ 2873).
С 1946 года майор М. Ф. Кудачкин — в запасе. В 1951 году окончил Институт международных отношений, в 1955 — Академию общественных наук при ЦК КПСС. Стал видным учёным в области истории стран Латинской Америки и революционных движений в этих странах. Длительное время находился на ответственной партийной работе, трудился в международном журнале «Проблемы мира и социализма», был руководителем сектора Латинской Америки в международном отделе ЦК КПСС.
Жил в Москве. Умер 8 октября 2010 года. Похоронен в Москве на Троекуровском кладбище (в некоторых источниках ошибочно указано Кунцевское кладбище).

## Награды
- Медаль «Золотая Звезда» (№ 2873) (15.05.1946);
- орден Ленина (15.05.1946);
- орден Красного Знамени;
- орден Александра Невского (23.04.1945);
- орден Отечественной войны 1-й степени (27.09.1943);
- орден Отечественной войны 2-й степени (31.10.1944);
- орден Трудового Красного Знамени;
- орден Красной Звезды (16.08.1944);
- медаль «За трудовую доблесть»;
- другие медали.